# Cedric Dubler
Cedric Dubler (ur. 13 stycznia 1995) – australijski lekkoatleta specjalizujący się w wielobojach.
W 2012 zajął 4. miejsce w dziesięcioboju podczas mistrzostw świata juniorów w Barcelonie. Dwa lata później, na tej samej imprezie, sięgnął po srebrny medal, ustanawiając nowy rekord Australii i Oceanii juniorów. Medalista igrzysk Wspólnoty Narodów (2018, 2022). Czternasty wieloboista igrzysk olimpijskich w Rio de Janeiro (2016) i 21. w tej konkurencji na igrzyskach olimpijskich w 2020 w Tokio.
Złoty medalista mistrzostw Australii.

## Osiągnięcia
| Rok  | Impreza                     | Miejsce        | Konkurencja   | Pozycja     | Wynik     |
| ---- | --------------------------- | -------------- | ------------- | ----------- | --------- |
| 2012 | Mistrzostwa świata juniorów | Barcelona      | dziesięciobój | 4. miejsce  | 7588 pkt. |
| 2014 | Mistrzostwa świata juniorów | Eugene         | dziesięciobój | 2. miejsce  | 8094 pkt. |
| 2016 | Igrzyska olimpijskie        | Rio de Janeiro | dziesięciobój | 14. miejsce | 8024 pkt. |
| 2017 | Mistrzostwa świata          | Londyn         | dziesięciobój | 18. miejsce | 7728 pkt. |
| 2018 | Igrzyska Wspólnoty Narodów  | Gold Coast     | dziesięciobój | 3. miejsce  | 7983 pkt. |
| 2019 | Mistrzostwa Oceanii         | Townsville     | dziesięciobój | 2. miejsce  | 8031 pkt. |
| 2019 | Mistrzostwa świata          | Doha           | dziesięciobój | 11. miejsce | 8101 pkt. |
| 2021 | Igrzyska olimpijskie        | Tokio          | dziesięciobój | 21. miejsce | 7008 pkt. |
| 2022 | Mistrzostwa świata          | Eugene         | dziesięciobój | 8. miejsce  | 8246 pkt. |
| 2022 | Igrzyska Wspólnoty Narodów  | Birmingham     | dziesięciobój | 3. miejsce  | 8030 pkt. |
| 2023 | Mistrzostwa świata          | Budapeszt      | dziesięciobój | –           | DNF       |

## Rekordy życiowe
- dziesięciobój – 8393 pkt. (2022)
- dziesięciobój (sprzęt juniorski) – 8094 pkt. (2014) rekord Australii i Oceanii juniorów